# Globo (empresa)
A Globo é uma empresa de mídia e comunicação brasileira, pertencente ao Grupo Globo, fundada em 1 de janeiro de 2020 a partir da fusão das operações das empresas TV Globo, Globoplay, Globosat, Globo.com, Som Livre e DGCorp, que antes operavam de forma independente uma da outra.

## História

### ProjetoUma Só Globo(2018-2021)
Em 24 de setembro de 2018, o Grupo Globo anunciou o projeto Uma Só Globo onde, em três anos, as operações de suas subsidiárias TV Globo, Globoplay, Globosat, Globo.com, Som Livre e DGCorp seriam integradas em uma única empresa, sob a razão social Globo Comunicações e Participações S.A. e a marca Globo. As empresas-irmãs Editora Globo, Infoglobo, Sistema Globo de Rádio e Fundação Roberto Marinho não foram contempladas para o projeto e continuaram operando independentemente. O processo de reestruturação foi feito com a consultoria da Accenture.
Com esse movimento, a Globo vinha buscando corte de despesas fixas em alinhamento com seu lucro líquido, além de ganhar mais dinamismo e se preparar para enfrentar a concorrência das novas plataformas de mídia que surgem, e que como tendência mundial, estavam cada vez mais concentradas. Esses cortes geraram ao longo do processo uma série de controvérsias relacionadas quanto a demissões em massa de funcionários das antigas empresas. No caso da TV Globo, chamou-se bastante atenção, já que se dispensou uma parcela significativa de seu elenco de artistas da emissora - muitos deles de longa data e outros ociosos - e passou a utilizar um modelo de contrato por obra, algo que era planejado há mais de 30 anos.
A fusão também teve impactos culturais de gestão, uma vez que para parte do público - de acordo com pesquisa do site NaTelinha - enquanto a antiga Globosat era considerada mais jovial, avançada e moderna, a Rede Globo tinha aspectos de repartição pública. Isso também era perceptível desde 2013, quando a emissora aberta consultou telespectadores, e concluiu-se que ela era vista pelo público jovem como "uma senhora rica, elegante e austera, sem muitas novidades e com uma programação engessada"; o que a motivou a realizar uma série de mudanças graduais tanto na comunicação com o público, quanto na identidade visual.
Em 4 de janeiro de 2021, foi anunciada oficialmente a marca da nova Globo, como resultado da união da TV aberta, TV por assinatura, streaming e plataformas digitais. O projeto gráfico foi realizado por uma equipe multidisciplinar e teve como ponto de partida a opinião do público. Ele ilustra os valores da empresa compostos por brasilidade, proximidade, diversidade, senso de comunidade, liberdade e criatividade. A arquitetura da nova marca traz o uso de letras em caixa baixa para representar a proximidade com o público. As cores vibrantes refletem a natureza, e a tipografia arredondada foi idealizada para trazer a ideia de círculo e movimento.

#### EmpresaMediatech
Um dos principais pontos da reestruturação é que ela passaria a se tornar uma empresa Mediatech, visionando um futuro mais direcionado aos âmbitos digital e tecnológico. Nóbrega argumentou: "Nossos canais lineares falam com mais de 100 milhões de pessoas todos os dias no Brasil, o que demonstra a enorme relevância da televisão como a conhecemos, mas o conceito do que é televisão está se ampliando com rapidez".
No dia 7 de abril de 2021, foi anunciado um acordo de 7 anos com a plataforma Google Cloud. A parceria contempla a migração de 100% dos dados de seus data centers próprios para a nuvem da gigante tecnológica americana, assim como os seus conteúdos, produtos e serviços digitais da nova empresa; e abre possibilidades para a utilização de Inteligência Artificial e Machine Learning, incluindo no desenvolvimento de soluções e no processo de inovação da Globo.

### Venda da Som Livre
Ainda sob o processo de reestruturação da nova empresa, em 18 de novembro de 2020, o presidente Jorge Nóbrega anunciou que pretendia vender a gravadora Som Livre. Ainda no mesmo dia, colocou-se a marca em processo de valuation, para disponibilizá-la ao mercado. A distribuidora global Believe foi uma das interessadas na aquisição, porém, em 1º de abril de 2021, foi anunciado que a gravadora foi adquirida pela Sony Music, em uma transação de estimadamente US$ 255 milhões. Nóbrega afirmou na aquisição: "Nós queríamos assegurar que esse acordo preservasse tudo que a Som Livre representa para os brasileiros".

### Compra da Eletromidia
Em 2023, a Globo anunciou a compra da Eletromidia, que marcou a entrada da mídia out-of-home na empresa. A totalidade da Eletromidia foi adquirida no ano seguinte.

## Marcas e Divisões

### Canais Globo

#### Televisão aberta
- TV Globo
  - Globo Rio
  - Globo São Paulo
  - Globo Brasília
  - Globo Minas
  - Globo Pernambuco
- Futura (administrada pela Fundação Roberto Marinho)
- SAT HD Regional (atualmente operado em conjunto com a Embratel)[15][16][17][18][19][20][21][22]

#### Televisão fechada
- Bis
- Canal Brasil
- GloboNews
- Globoplay Novelas
- Gloob
- Gloobinho
- GNT
- Modo Viagem
- Megapix
- Multishow
- OFF
- SporTV

##### Pay-per-view
- Premiere
- Combate
- BBB Pay-per-View
- Telecine
  - Telecine Premium
  - Telecine Action
  - Telecine Touch
  - Telecine Pipoca
  - Telecine Fun
  - Telecine Cult

##### Joint-ventures
- Com a NBCUniversal
  - Universal TV
  - Studio Universal
  - USA Network
- Com a Playboy do Brasil
  - Playboy TV
  - Sextreme
  - Sexy Hot
  - Venus

### Produtos & Serviços Digitais
- Globo.com
  - g1
  - ge
    - Cartola FC

  - Gshow
  - Receitas
- Memória Globo
- Globosim

### Streaming
- Globoplay
- Premiere
- Combate

### Criação & Produção de conteúdo
- Esporte Globo
- Estúdios Globo
- Globo Filmes
- Jornalismo Globo

### Mídia Out of Home (OOH)
- Eletromidia

### Antigas propriedades
- Som Livre - vendida para Sony Music
- Canais Globo - fusão com o Globoplay

## Estrutura Corporativa
- Paulo Marinho[4][23] (CEO)
- Amauri Soares[24] (Diretor, TV Globo e dos Estúdios Globo)
- Fernando Ramos[25] (Diretor, Parcerias Estratégicas de Distribuição)
- George Riche[26] (Diretor, Recursos Humanos)
- Manuel Belmar[27] (CFO e Diretor de Produtos Digitais e Canais Pagos)
- Manuel Falcão[28] (Diretor, Marca e Comunicação)
- Manzar Feres[29] (Diretora, Negócios Integrados em Publicidade)
- Marina Mansur[30] (Diretora, Estratégia Corporativa)
- Paulo Tonet[31]  (Diretor, Relações Institucionais)
- Pedro Garcia[4] (Diretor, Aquisição e Governança de Direitos)
- Raymundo Barros[32] (Diretor de Tecnologia)
- Renato Ribeiro[33] (Diretor, Esporte)
- Ricardo Villela[34] (Diretor, Jornalismo)

## Software Livre/Open Source
A Globo também é reconhecida por sua atuação na área de tecnologia, desenvolvendo e mantendo diversos projetos de código aberto e software livre, utilizados tanto internamente quanto por comunidades de desenvolvedores ao redor do mundo. Alguns dos principais projetos incluem:
- Thumbor [35]– Um serviço de redimensionamento de imagens inteligente, amplamente utilizado para otimização de imagens na Web. O Thumbor permite corte, redimensionamento e filtros em tempo real com base em URL.
- Tsuru [36] – Uma plataforma de PaaS (Platform as a Service) open source que facilita o deploy, a escalabilidade e a gestão de aplicações em ambientes de nuvem. Criado com foco em desenvolvedores, o Tsuru abstrai a infraestrutura e acelera o ciclo de entrega de software, utilizando o Kubernetes como orquestrador de contêineres para gerenciar aplicações de forma escalável e automatizada.
- Clappr [37] – Um media player extensível construído em JavaScript, utilizado para streaming de áudio e vídeo em diversas plataformas. O Clappr é conhecido por sua flexibilidade e facilidade de integração em projetos web.

Essas iniciativas reforçam o compromisso da Globo com a inovação tecnológica e a colaboração com a comunidade de sotware livre e aberto.